# Radenstein
Der Radenstein ist ein 745,5 m ü. NHN hoher Berg im Rothaargebirge im Hochsauerlandkreis in Nordrhein-Westfalen.

## Geographie
Der Radenstein wird dem Ziegenhellen-Naturraum zugerechnet und liegt zwischen den Ortschaften Wunderthausen und Züschen ca. 900 m östlich des Ziegenhellengipfels. In etwa 1250 m Entfernung in nordöstlicher Richtung liegt auf dem Ziegenhellenhauptkamm ein weiterer Gipfel mit gleichem Namen.

## Gewässer
Etwa 680 m vom Gipfel entfernt entspringt in südwestlicher Richtung die Bäche, die den Berg nördlich umfließt und in die Nuhne mündet.

## Natur und Umwelt
Das Gipfelplateau des Radensteins ist durch die Abholzung nach dem massiven Borkenkäferbefall nahezu baumfrei. Lediglich an der Nordflanke gibt es noch etwas Nadelwald. Die Südflanke ist mit dichtem Laubwald bewachsen. Der Gipfel selbst liegt im Naturschutzgebiet Hallenberger Wald (NSG-Nr. 329410), das 2001 gegründet wurde und 8,76 km² groß ist.